# Enchentes no Texas em 2025
As enchentes no Texas em 2025 referem-se ao desastre natural ocorrido no Feriado da Independência de 4 de julho de 2025 e nos dias que se seguiram na parte centro-sul de Texas Hill Country, Texas, quando uma enchente repentina no rio Guadalupe e seus afluentes matou mais de 130 pessoas, incluindo 20 crianças que estavam no Acampamento Mystic, num alojamento à beira do rio, no Condado de Kerr. Mais de 100 pessoas também continuam desaparecidas, o que faz a contagem de possíveis vítimas fatais se aproximar de 250, com autoridades estimando que pode levar cerca de seis meses até que todos os desaparecidos, muitos dos quais não estavam em hotéis e alojamentos locais, sejam encontrados [em 18/07/2025]. 
O desastre aconteceu quase 40 anos após 10 adolescentes que estavam num acampamento perto do rio Guadalupe morrerem em 17 de julho de 1987.

## Contexto

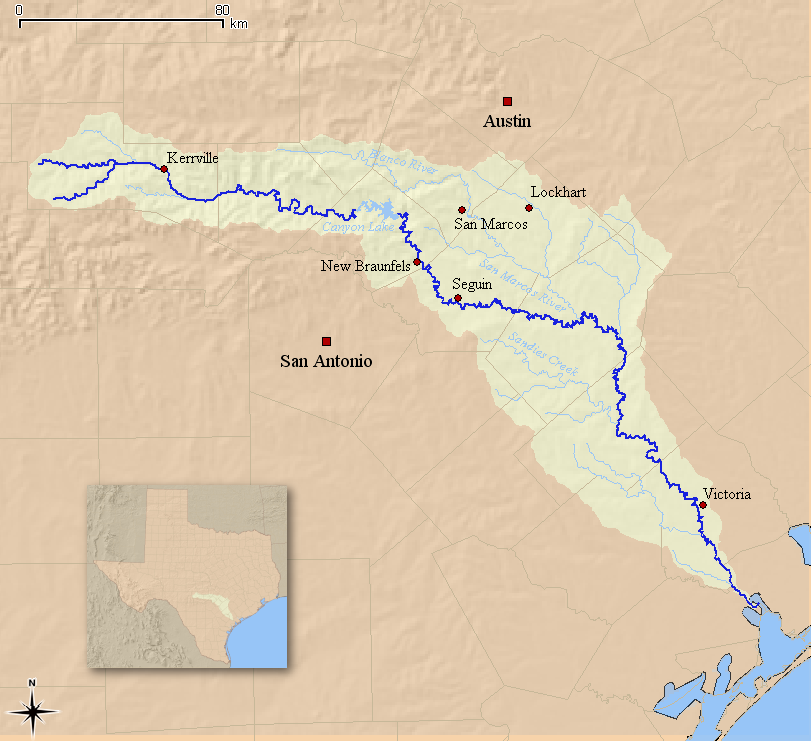
O rio Guadalupe e seis afluentes percorrem diversos condados de Texas Hill

O rio Guadalupe fica em Texas Hill Country (Região das Colinas do Texas), no centro-sul do Texas, e está no chamado "corredor de enchentes repentinas". O Guadalupe e seus afluentes costumam encher rapidamente quando as águas de chuvas fortes escorrem pelas montanhas íngremes e de solo calcário e arenoso do Planalto de Edwards, não havendo na área terreno que funcione como uma esponja, ou seja, que absorva a água, o que leva a enxurradas.

O Rio Guadalupe e rios vizinhos na região inundaram diversas vezes nas últimas décadas, muitas vezes com consequências fatais. Isto inclui as inundações de julho de 1987 que mataram 10 pessoas; as inundações de outubro de 1998, que mataram 31 pessoas;  as inundações de maio de 2015 no próximo Rio Blanco que mataram 13 pessoas; e as inundações ocorridas apenas 3 semanas antes, em San Antonio, que mataram 13 pessoas.   Entre 2015 e 2024, há uma média de 113 mortes relacionadas com inundações por ano, tornando-as o segundo fenómeno meteorológico mais letal nos Estados Unidos, atrás apenas do calor.

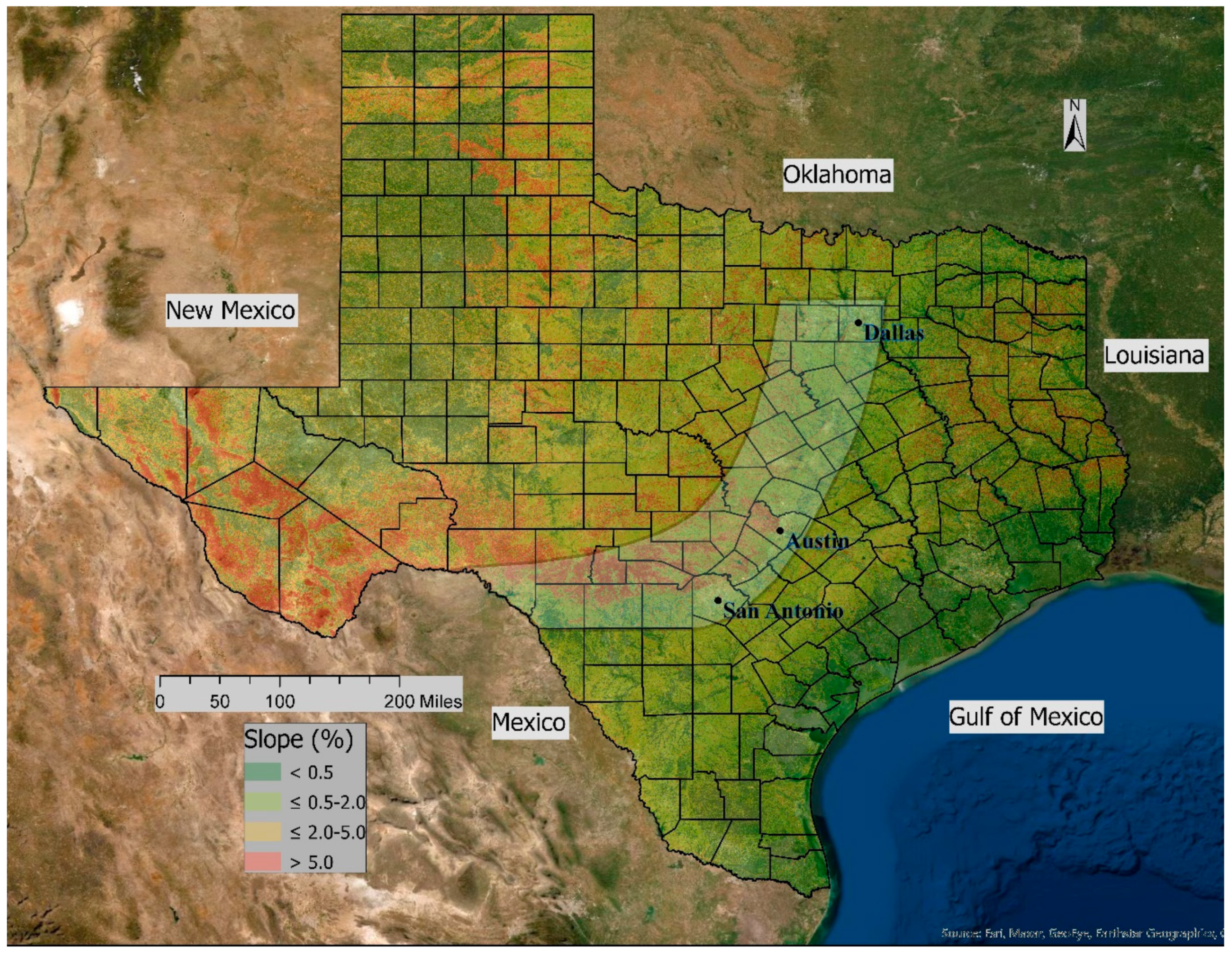
Área do "Flash Flood Alley" (área de inundações repentinas) no Texas; a região curva mais clara vai de Dallas até San Antonio

Na semana da enchente, mais de 750 crianças e adolescentes estavam participando das atividades no Acampamento Mystic, aproveitando o feriado prolongado do Dia da Independência, em 4 de julho de 2025, e as férias de verão. Outras centenas de pessoas, incluindo crianças, estavam em outros acampamentos perto do rio, que tem 400 quilômetros de extensão desde sua nascente até sua foz.  

## História meteorológica
Na tarde de 3 de julho, uma quinta-feira, uma circulação de nível médio remanescente da tempestade tropical atlântica Barry estava atuando na região, alimentada ainda por uma massa de umidade vinda do Pacífico. Esse sistema causou chuvas torrenciais em Texas Hill Country, principalmente no Condado de Kerr.

## Efeitos

### Chuvas intensas
Precipitações de mais de 300 mm/m2 ocorreram entre a tarde de quinta e as primeiras horas da madrugada de sexta-feira, quando o rio Guadalupe encheu de 6 a 9 metros em menos de duas horas, alagando parte do acampamento por volta da 1h30 da madrugada. No total, choveu mais de 6,8 trilhões de litros de água, o equivalente a quatro meses de chuva, na região de Texas Hill. 
"Entre 2 e 7 [horas] da manhã do dia 4 de julho, o Rio Guadalupe em Kerrville subiu 35 pés [quase 11 metros], de acordo com um medidor de enchente na área ", explicou o Texas Tribune. 

### Enchentes repentinas
O rio Guadalupe e seus afluentes, como o Cypress Creek (veja o local do acampamento aqui) encheram rapidamente causando enchentes repentinas, o que, apesar dos alertas meteorológicos, foi inesperado, segundo as autoridades locais. Avisos meteorológicos previam 7 pés de precipitação [cheia de cerca de 2,10 metros], mas este número ultrapassou o dobro em algumas cidades.
Segundo o governo do Condado de Kerr, relatórios indicavam no dia 5 "que o nível do rio Guadalupe pode atingir 12 metros ou mais, superando a segunda maior enchente do condado nos tempos modernos, em 1987".

### Condados atingidos
O Condado de Kerr foi o mais atingido, mas as águas também alagaram outras áreas perto de Austin ( Condado de Travis) e San Antonio. Cidades como Kerrville e Hunt tiveram alagamentos.

## Alertas meteorológicos

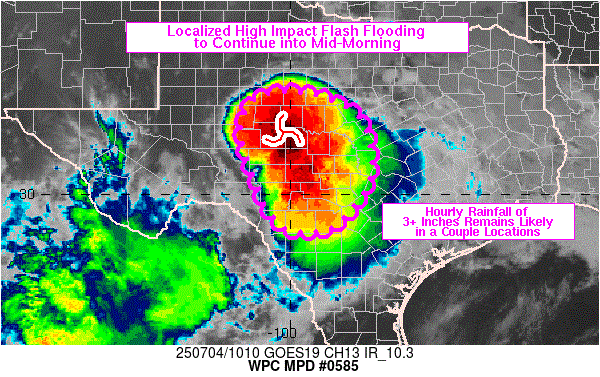
Mapa mostra a região onde as chuvas mais fortes ocorreram (em vermelho escuro)

O NWS (Serviço Nacional de Meteorologia) de Austin/San Antonio emitiu diversos alertas para chuvas, ventos e enchentes entre a tarde de 3 e julho e a madrugada de 4 de julho, tanto em suas redes sociais como enviando comunicados para autoridades dos condados ao longo do rio Guadalupe.

### Críticas às políticas de Trump e autoridades locais
Em pleno evento e na sua sequência ecoaram novamente críticas a Donald Trump, que meses antes havia demitido, através de uma campanha liderada por seu então assessor Elon Musk, centenas de cientistas da NOAA, à qual o NWS (e o NHC, que monitora furacões) está ligada. Trump tomou a medida por estar irritado com o que chamou de "alarmismo da NOAA" com o aquecimento global e as mudanças climáticas. Autoridades regionais e locais não souberam dizer posteriormente durante as coletivas de imprensa por que motivos, apesar do aviso do NWS para o Condado de Kerr, nenhuma medida preventiva havia sido tomada. 

### Polêmica entre autoridades e meteorologistas
Autoridades locais criticaram os meteorologistas do NWS de Austin/San Antonio, responsável por emitir os avisos para esta região do Texas, por não ter dado informações mais precisas, ao que os cientistas responderam que não se poderia prever com 100% de certeza o quanto iria chover. Trump e políticos de seu Partido Republicano, incluindo Ted Cruz, evitaram fazer críticas ao NWS. "Qualquer culpa atribuída ao serviço meteorológico é contradita pelos fatos", disse Cruz a repórteres numa coletiva de imprensa em 07 de julho, explicando que havia provas de que dois alertas haviam sido enviados na tarde de 3 julho.
O Sindicato do Serviço Nacional de Meteorologia, bem como outros meteorologistas, disseram que o corte de pessoal não deve ter influenciando no desenrolar da tragédia, explicando que era necessário saber porquê autoridades não haviam tomado precauções e se as pessoas haviam recebido ou não os alertas em seus celulares.
| “ | Muitos moradores locais dizem que não receberam nenhum alerta de emergência em seus telefones ou não entenderam a gravidade dos avisos que viram. A análise da CBS News mostra que houve 22 alertas enviados pelo Serviço Nacional de Meteorologia para o Condado de Kerr e a área de Kerrville, com linguagem crescente sobre a urgência da situação. Não houve alertas enviados por autoridades do governo local no Condado de Kerr ou no vizinho Condado de Bandera, ao sul; eles dependiam dos alertas do Serviço Nacional de Meteorologia. Várias outras mensagens de serviços meteorológicos foram enviadas nos dias 2 e 3 de julho para as áreas oeste e central do estado sobre o risco de inundações, mas nenhuma previu os 50 centímetros de chuva (...). | ” |
|   | — [CBS News]. |   |

## Vítimas

### Fatais
A maioria das vítimas estavam em acampamentos ao redor do rio, seja em trailers e barracas privadas ou alojamentos da rede de hospedagem e quando a enxurrada chegou de madrugada, elas foram pegos de surpresa, pois estavam dormindo. A escuridão e a força das águas repentinas impediu que eles conseguissem fugir para um lugar seguro. Outros também moravam na região e foram surpreendidos em suas casas em seus carros. 
Inicialmente se acreditava que haveria em torno de 60 vítimas fatais, mas no dia 8 as mortes já alcançavam 104. Na tarde de 8 de julho, o número de desaparecidos foi atualizado para cima pelo governador do Texas, Greg Abbott, que disse que mais de 160 pessoas estavam sendo procuradas. Em 12 de julho já havia 129 mortes confirmadas enquanto o número de desaparecidos se aproximava de 170, aumentando as possíveis fatalidades para quase 300.  
A lista das vítimas, com suas histórias, foi divulgada pelo The NY Times e inclui a família Wilson - pais e filho de 12 anos - que acampavam na região porque o menino estava participando de um rodeio; as irmãs Blair (13 anos) e Brooke Harber (11), que acampavam com os avós, que também pereceram; Madelyn Jeffrey, 11 anos(11), que também acampava com os avós, também falecidos; Tanya Burwick (62 anos), que estava indo de carro para o trabalho em Blackwel quando a enxurrada a levou com o seu veículo; Braxton Jarmon (15) e sua madrasta Alissa, que estavam em sua casa em Leander quando a enchente repentina os levou com tudo mais que havia pela frente. 

#### Acampamento Mystic

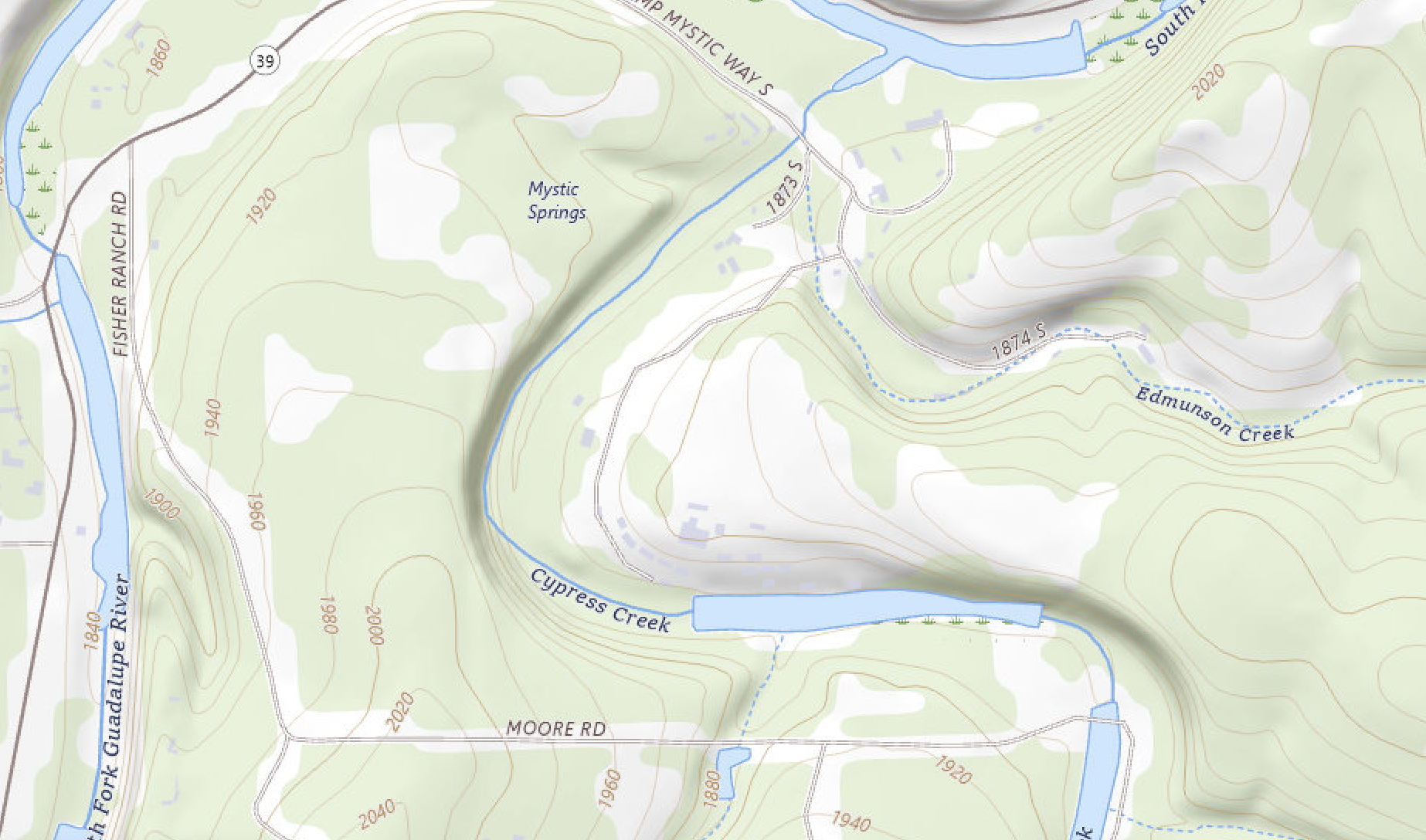
O Mystic Camp fica na confluência do rio Guadalupe e do Cypress Lake (um afluente)

Ao menos 20 meninas e 7 monitores, incluindo o dono (Dick Eastland, 70) e uma coproprietária (Jane Ragsdale, 68), morreram no Acampamento Mystic quando o rio Guadalupe encheu mais de 9 metros em poucas horas, alcançando o alojamento das menores por volta da 1h30 da madrugada de sexta-feira 4 de julho. Três das meninas foram confirmadas mortas ainda no sábado após a tragédia.
O acampamento tem um história de mais de 80 anos e tradicionalmente fica cheio nos meses de verão, quando muitas crianças optam por esta atividade. Está dividido em masculino e feminino e o acampamento feminino, por sua vez, está dividido entre as meninas maiores e as menores. Os alojamentos da menores, que tinham entre 8 e 12 anos, ficava na parte mais baixa, próximo do leito do rio Guadalupe e seu afluente, e quando o rio alagou o local de madrugada, elas não conseguiram fugir.
Entre as mortes de acampantes no Mystic estão: as gêmeas Rebecca e Hanna Lawrence, Sarah Marsh, Eloise Peck, Wynne Naylor, Hadley Hanna, Mary Barrett Stevens, Mary Kathryn Jacobe, Mary Grace Baker, Linnie McCown, Blakely McCrory, Lucy Dillon, Abby Pohl, Renee Smajstrla, Margaret Bellows e Kellyanne Lytal, todas de 8 anos de idade; Janie Hunt, Lila Bonner, Molly Claire DeWitt, Lainey Anne Landry, de 9 anos; e Greta Toranzo, com 10 anos. 

### Atingidas
Segundo a Forbes em 5 de julho, 850 pessoas haviam sido resgatadas ou evacuadas até aquele dia.

### Número de vítimas por condado[1]
- Condado de Kerr: 108 mortos e 2 desaparecidos
- Condado de Travis: 9 mortos
- Condado de Kendall: 9 mortos
- Condado de Burnet: 5 mortos e 1 desaparecido
- Condado de Williamson: 3 mortos
- Condado de Tom Green: 1 morto

### Falta de dados oficiais
Em 14 de julho o portal do jornal sem fins lucrativos The Texas Tribune reportou a falta de informações oficiais sobre o número de mortos e desaparecidos, após informações desencontradas providas pelo governador Greg Abbott e autoridades locais. 
| “ | Antes das atualizações de segunda-feira, autoridades locais e estaduais haviam fornecido poucas informações públicas sobre o número de pessoas desaparecidas, depois que Abbott inicialmente estimou o número em 161 pessoas do Condado de Kerr. Uma atualização na página do site do Condado de Kerr, com informações sobre o número de mortes confirmadas e pessoas consideradas desaparecidas, removeu qualquer menção a ambos os números quando foi atualizada na sexta-feira. | ” |
|   | — [Texas Tribune]. |   |

## Danos financeiros
Em 4 de julho o governo do Condado de Kerr declarou que os "danos serão monumentais tanto para a infraestrutura pública quanto para propriedades privadas" e que ainda não se poderia prever quantos milhões de dólares seriam necessários para reconstruir a região.

## Reações
O governador do Texas, Greg Abbott, emitiu no dia 4 de julho uma declaração de desastre para os Condados de Bandera, Coke, Comal, Concho, Gillespie, Kendall, Kerr, Kimble, Llano, Mason, McCulloch, Menard, Reeves, San Saba e Tom Green e garantiu que o estado forneceria todos os recursos necessários para ajudar a localizar e prestar contas de todas as pessoas desaparecidas.
Também em 4 de julho o governo do Condado de Kerr declarou "estado de desastre local" e pediu que "os moradores se abriguem e não tentem se deslocar [e que] aqueles que estiverem perto de riachos, córregos e do rio Guadalupe devem deslocar-se imediatamente para áreas mais altas".

## Sistemas de alertas
Após as inundações, surgiram notícias alegando que o Camp Mystic (Acampamento Místico) estava localizado no que foi descrito como uma área de inundação "extremamente perigosa". A PBS News informou que uma análise da Associated Press descobriu que os órgãos federais apelaram repetidamente para remover os edifícios do Camp Mystic do mapa de inundações de 100 anos da Agência Federal de Gerenciamento de Emergências, o que afrouxou a supervisão do acampamento enquanto o local continuava a operar e se expandia para mais perto da perigosa planície de inundação. Em 2011, a FEMA colocou o acampamento de verão em uma área especial de risco de inundação, o que significa que o acampamento foi obrigado a ter seguro contra inundações e regulamentação mais rigorosa em quaisquer projetos de construção futuros. A designação também significava que a área provavelmente seria inundada por enchentes em 100 anos. 
Um dos donos do Camp Mystic, Dick Eastland, inicialmente propôs um sistema de alerta automático para quando os níveis de água atingissem um determinado nível e, embora tenha sido instalado no final da década de 1980, uma década depois, as autoridades desligaram o sistema, alegando falta de confiabilidade, com alguns dos canais não relatando informações. Dois dias antes das cheias, um inspector relatou que o acampamento tinha um plano escrito para responder a desastres naturais, o qual era comunicado, durante as temporadas de treinamento, aos voluntários e os funcionários do acampamento.